# Henricia hedingi
Henricia hedingi is een zeester uit de familie Echinasteridae.
De wetenschappelijke naam van de soort werd in 1987 gepubliceerd door Madsen.